# Hodvîșnea, Horodok
Hodvîșnea (în ucraineană Годвишня) este un sat în comuna Dolîneanî din raionul Horodok, regiunea Liov, Ucraina.

## Demografie
Componența lingvistică a localității Hodvîșnea
     Ucraineană (100%)
Conform recensământului din 2001, toată populația localității Hodvîșnea era vorbitoare de ucraineană (100%).